# Моли хаус
Моли хаус (Molly House) (от английското molly - женствен мъж и house - къща) е архаичното название на кръчмите и частните домове в Англия, където се събирали хомосексуални мъже и транссексуални. Моли хаус, които съществували в повечето големи градове на Англия, представляват предшествениците на модерните гей барове.
Една от най-известните моли хаус на времето била Мъдър Клап в лондонския квартал Холбърн. През 18 век хомосексуалните мъже в Англия били преследвани от содомитските закони (sodomy laws), които определяли смъртно наказание чрез обесване за содомия. На 9 май 1726 г. трима мъже (Гейбриъл Лорънс, Уилям Грифин и Томас Райт) били обесени в Тайбърн по обвинение в содомия. Подначалникът на полицията Чарлс Хичън бива също осъден през 1727 г. за опит за содомия в една моли хаус.
Посетителите на моли хаус (наричани "mollies" – "молита") често се обличали в женски дрехи, държали се и говорили по типично женски маниер.